# Passo do Stelvio
O Passo do Stelvio (em italiano Passo dello Stelvio, em alemão Stilfser Joch) é um passo de montanha localizado no Tirol do Sul, na fronteira entre Trentino-Alto Ádige e a Lombardia, na Itália. A estrada que cruza o passo é notória por suas 60 curvas que contornam os Alpes Orientais. Construída no ano de 1820, é a estrada de maior altitude da Itália, a 2757 metros.
O passo está situado entre as localidades de Stilfs ("Stelvio" em italiano) no Tirol do Sul e Bormio, na província de Sondrio, Lombardia. Dista 75 km de Bolzano/Bozen e apenas 200 metros da fronteira suíça.